# Nocturne (Britten)
Pour les articles homonymes, voir Nocturne.
Nocturne, op. 60, est un cycle de mélodies composé en 1958 par Benjamin Britten pour ténor, sept instruments obligés et cordes : ces sept instruments sont la flûte, le cor anglais, la clarinette, le basson, la harpe, le cor et les timbales.
Il s'agit du quatrième et dernier cycle de mélodies avec orchestre de Britten, après Our Hunting Fathers, op. 8 (1936), Les Illuminations, op. 18 (1939) et Sérénade pour ténor, cor et cordes, op. 31 (1943). Il est dédié à Alma Mahler.

## Présentation
Nocturne enchaîne huit mélodies sur des poèmes de huit auteurs :
1. Percy Bysshe Shelley – On a Poet’s Lips I Slept (extrait de Prometheus Unbound) ;
2. Alfred Tennyson – The Kraken, avec basson ;
3. Samuel Taylor Coleridge – Encinctured with a twine of leaves, avec harpe ;
4. Thomas Middleton – Midnight Bell (extrait de Blurt, Master Constable), avec cor ;
5. William Wordsworth – But that night when on my bed I lay (extrait du Prélude), avec timbales ;
6. Wilfred Owen – The Kind Ghosts, avec cor anglais ;
7. John Keats – Sleep and Poetry, avec flûte et clarinette ;
8. William Shakespeare – Sonnet XLIII, avec tous les instruments obligés.

## Création
Nocturne est créé à l'hôtel de ville de Leeds lors du centenaire du Festival de Leeds le 16 octobre 1958 par Peter Pears et l'Orchestre symphonique de la BBC sous la direction de Rudolf Schwarz. Britten dirige lui-même un enregistrement au Walthamstow Assembly Hall en 1960 avec Pears, l'Orchestre symphonique de Londres et William Waterhouse (basson), Alexander Murray (flûte), Gervase de Peyer (clarinette), Roger Lord (cor anglais), Osian Ellis (harpe), Barry Tuckwell (cor) et Denis Blyth (timbales).

## Analyse
Le thème de ce cycle de mélodies est le sommeil et les ténèbres, au sens littéral comme au figuré. À cet égard, l'œuvre rappelle la précédente Sérénade de Britten. Cependant, Nocturne est présenté comme un mouvement continu plutôt que comme des mouvements séparés. Ceci est souligné par un certain nombre de figures qui se produisent tout au long, notamment le motif de cordes qui ouvre l'œuvre. La relation tonale conflictuelle entre le do et le ré est également évidente partout, reflétant le contraste entre les aspects tranquilles et les plus perturbés du sommeil qui sont également suggérés par le choix des poèmes.